# Air Lituanica
Air Lituanica var et flyselskab fra Litauen. Selskabet har hub og hovedkontor på Vilnius Airport, syv kilometer fra landets hovedstad Vilnius. Selskabet var ejet af Start Vilnius (83%) og blandt andet bystyret i Vilnius. Det blev etableret i 2013, og er opkaldt efter Lituanica, som var en pionerflyvning i 1933.
Lituanica opererede i september 2013 ruteflyvninger til fem destinationer i Europa. Flyflåden bestod af to fly med en gennemsnitsalder på 9,1 år. Her af var der ét eksemplarer af Embraer 170, samt ét Embraer 175 med plads til 86 passagerer som det største fly i flåden.

## Historie
I februar 2012 blev de indledende forberedelser til etablering Air Lituanica sat i gang. Siden FlyLal og Star1 Airlines i 2009 og 2010 gik konkurs, havde der ikke været rutetrafik af større omfang fra Vilnius til andre europæiske knudepunkter. I starten af juni 2013 begyndte billetsalget til Air Lituanicas ruter. Dette skete via Estonian Airs hjemmeside og systemer. 30. juni havde selskabet sin premiereflyvning, da et leaset Embraer 170, fra Estonian Air, med plads til 76 passagerer lettede med kurs mod Brussels Airport. Dette skete dagen før at Litauen overtog formandskabet i EU. Ugen efter åbnede man en rute til Amsterdam Airport Schiphol i Holland. I september samme år blev ruter til München, Berlin og Prag føjet til rutekortet, efter at et Embraer 175 var blevet føjet til flyflåden. Operationerne ophørte den 22. maj 2015.